# Lesbisch

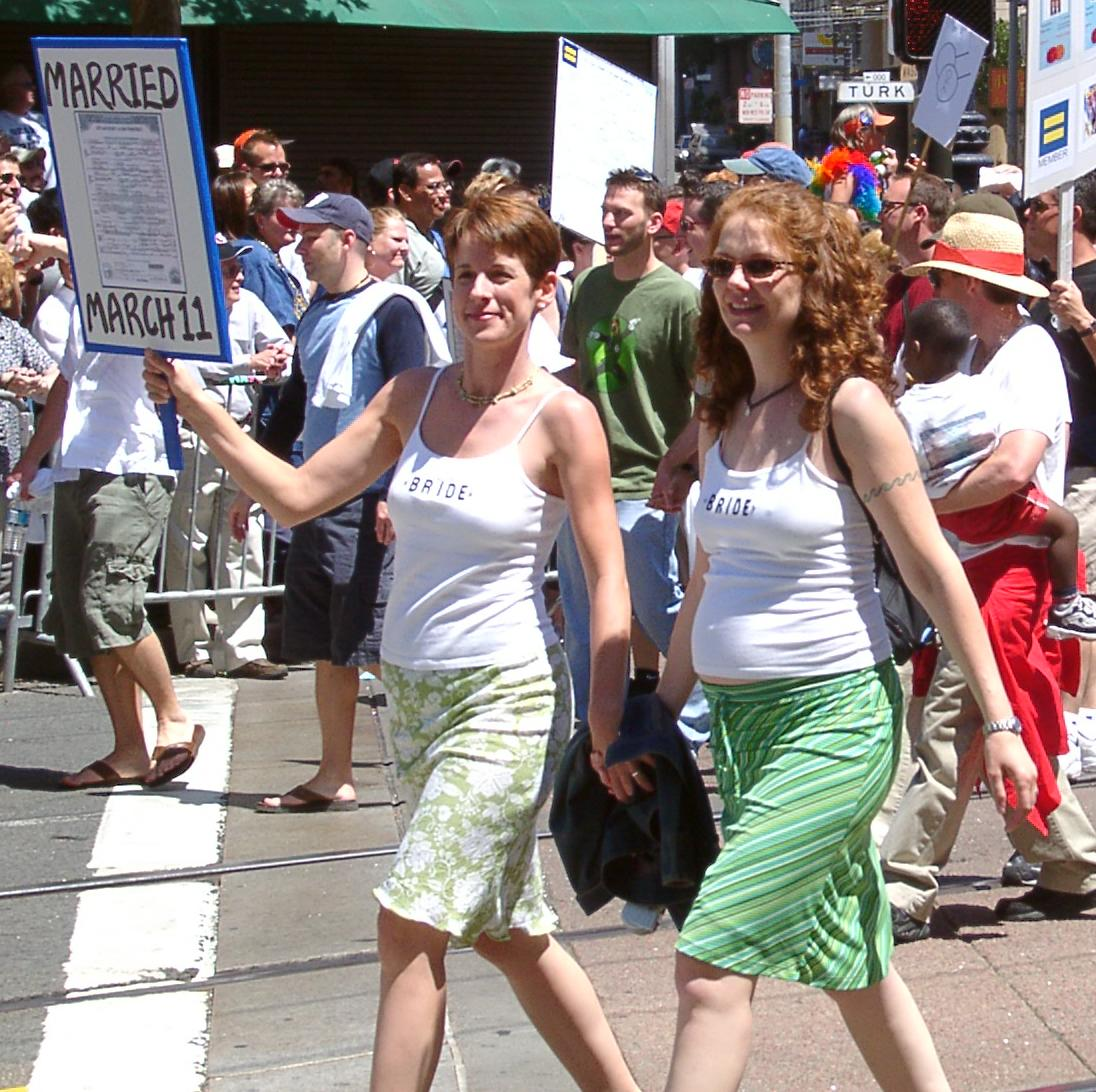
Verheiratetes Paar auf der San Francisco Pride (2004)

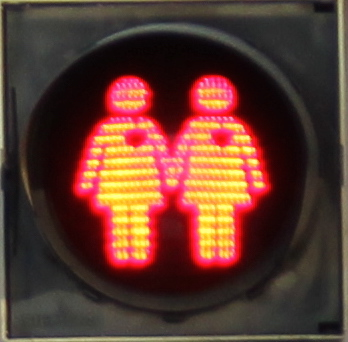
Symbolhafte Darstellung in Wien: weibliches Ampel-Pärchen (2015)

Das Adjektiv lesbisch (eigentlich: „zu Lesbos gehörig“) – Substantiv: Lesbe, selten: Lesbierin – bezeichnet im Deutschen homosexuelle Frauen. Die wissenschaftliche Bezeichnung „homosexuell“ (von altgriechisch homós „gleich“, und lateinisch sexus „Geschlecht“) wird von vielen gleichgeschlechtlich orientierten Frauen wegen der angeblichen Reduzierung ihrer Empfindungen auf „Sexualität“ abgelehnt, weil die lesbische Lebensweise neben Sexualität auch die emotionale Zuwendung sowie den Wunsch nach partnerschaftlicher Bindung enthält oder enthalten kann.

## Definition

### 20. Jahrhundert
Otto Dornblüth definierte 1911 die „lesbische Liebe [als] geschlechtlicher oder erotischer Verkehr zweier Frauen miteinander“.
In Willibald Pschyrembels Klinischem Wörterbuch war es von 1916 durchgängig bis 1964 als „Unzucht zwischen Frauen“ definiert. Im Jahre 1954 wurde es in einem populären medizinischen Wörterbuch als „homosexueller Verkehr zwischen Weibern“ definiert.
Das Reallexikon der Medizin und ihrer Grenzgebiete (1966–1977) stellt bei der Definition die „homosexuelle Verhaltensbereitschaft der Frau“ und entsprechende sexuelle Beziehungen in den Vordergrund, ohne auf sexuelle Handlungen oder mögliche Sexualpraktiken einzugehen.

### 21. Jahrhundert
Heute wird der Begriff „Lesbe“ gängigerweise für eine homosexuelle Frau benutzt.

## Begriffsgeschichte
Das Wort lesbisch leitet sich vom Namen der griechischen Insel Lesbos (Λέσβος; heutige Aussprache: Leswos) ab, die sich im ostägäischen Meer befindet. Die antike griechische Dichterin Sappho, die im 6. Jahrhundert v. Chr. auf Lesbos lebte, hatte in ihren Gedichten die Liebe zwischen Frauen besungen, auch wenn ihre eigene sexuelle Orientierung bis heute umstritten ist. Mädchen im Umfeld der Dichterin wurden dort in einer erotisch-pädagogischen Lebensgemeinschaft auf das Erwachsensein vorbereitet. Die erste eindeutige Verbindung zwischen weiblicher Homosexualität und der Insel Lesbos ist aus dem 2. Jahrhundert n. Christus erhalten. In Analogie zum pädagogischen Eros der Päderastie wurde von Biographen im 3. Jahrhundert n. Chr. für Sapphos Beziehungen das Wort gynerastia/Gynärastie eingeführt. 

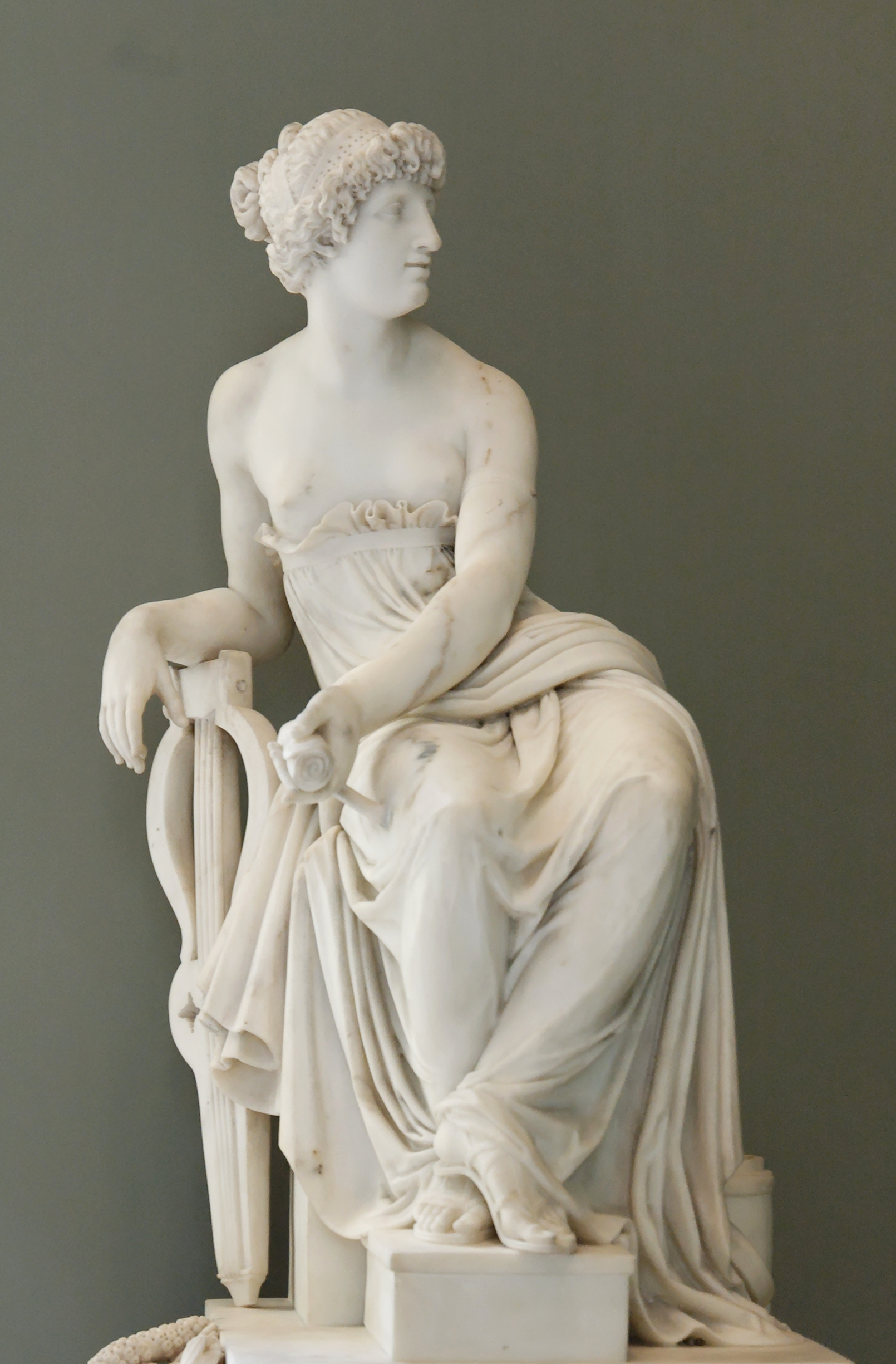
Statue der Sappho (Claude Ramey, 1801, Musée du Louvre, Paris)

In der Antike gab es für die weibliche Gleichgeschlechtlichkeit sowohl bei den Griechen als auch bei den Römern unter anderem das Wort „τριβάς“, tribas, welches in verschiedenen Formen wie Tribadismus, Tribadie, Tribadin oder Tribaden bis Mitte des 20. Jahrhunderts verwendet wurde und mit der Zeit eine immer engere Bedeutung bekommen hat (siehe auch Tribadie). Das in der Antike geläufige Wort Λεσβιάζω Lesbiazō („es machen wie die Frauen aus Lesbos“) beschrieb allgemein die orale Stimulation und im Speziellen den Cunnilingus.
Bezeichnungen aus dem Wortfeld Lesbe und Sapphistin tauchten erstmals im Frankreich des 17. Jahrhunderts auf. Im Jahre 1787 erwähnte ein deutscher Lexikograph die Lesbiam Venerem („lesbische Liebe“). Im Jahre 1837 wurde im Brockhaus die sapphische Liebe erwähnt. Die Bezeichnung Lesbierin wurde erstmals gegen 1870 als Bezeichnung für eine Frau mit gleichgeschlechtlicher Sexualität gebraucht, 1890 wurde das dazugehörige Adjektiv lesbisch erstmals im heutigen Sinne benutzt.
Getreu anderen historischen Beispielen wie Sadismus oder Donjuanismus verwendete Richard von Krafft-Ebing einen Begriff aus der fiktionalen Literatur, um in der Realität auftretende Fallbeispiele zu beschreiben. Im Jahre 1890 tauchte der Begriff Lesbian erstmals im englischen Billing’s Medical Dictionary auf und verbreitete sich schnell. Vor der Verbreitung der Bezeichnung Lesbianismus, Lesbierin, später Lesbe, wurden gelegentlich die Begriffe sapphische Liebe oder Sapphismus verwendet. Anfang des 20. Jahrhunderts war der Begriff „Freundin“ als Umschreibung geläufig.
Wie viele Bezeichnungen aus dem Sexualbereich wurde auch das Adjektiv lesbisch ursprünglich meist abwertend gebraucht. Mit der Lesben- und Schwulenbewegung Ende der 1960er/Anfang der 1970er Jahre wurden der Ausdruck ebenso wie „schwul“ als Selbstbezeichnung verwendet.

## Geschichte

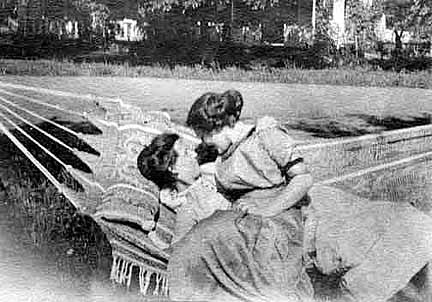
Romantische Frauenfreundschaft um 1900

### 16. Jahrhundert
Artikel 116 der Constitutio Criminalis Carolina von 1532 bestimmte für die Unzucht Weib mit Weib (Unkeuschheit) bis zum Ende des 18. Jahrhunderts die Todesstrafe (Feuertod). Der § 175 im deutschen Strafgesetzbuch (StGB) existierte von 1872 bis 1994 und stellte sexuelle Handlungen zwischen erwachsenen Personen weiblichen Geschlechts nicht unter Strafe.

### 18. und 19. Jahrhundert
Im 18. und 19. Jahrhundert waren die Grenzen zwischen platonischer und sinnlicher Liebe zwischen Frauen fließend.

### 20. Jahrhundert

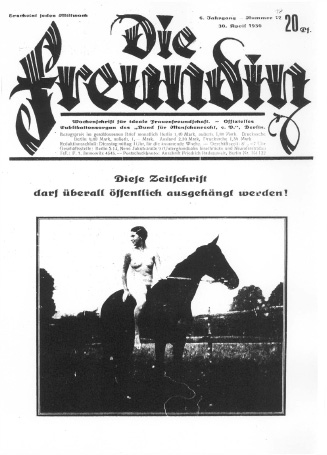
Titelblatt „Die Freundin“ von 1930

In den 1920er Jahren wurden im Berlin der Goldenen Zwanziger erstmals lesbische Lebensentwürfe und politische Positionen in Zeitschriften wie Die Freundin, BIF – Blätter Idealer Frauenfreundschaft oder Liebende Frauen öffentlich erörtert. Lesbische Organisationen wurden gegründet. Eine eigenständige Kultur und vor allem auch eine lesbisch-kulturelle Infrastruktur mit Cafés und Clubs wurde geschaffen; sie boten so Raum für lesbische Lebensentwürfe.
Der Aufstieg des Nationalsozialismus beendete dies 1933. Auf eine Kriminalisierung der lesbischen Sexualität wurde bei der Strafrechtsverschärfung von 1935 zwar verzichtet, auch wurde die in Österreich gesetzlich verankerte Bestrafung der Homosexualität unter Frauen nach dem Anschluss Österreichs durch Roland Freisler 1942 ausgesetzt. Trotzdem waren weibliche Homosexuelle während der NS-Zeit vielfach bedroht. Erst mit der Lesbenbewegung ab den 1970er Jahren entstand eine neue Emanzipationsbewegung, die Rechte für lesbische Frauen erstritt.
In vielen Teilen der Welt ist noch heute umstritten, ob lesbische Partnerinnen einander heiraten, Kinder adoptieren, Blut spenden oder sich inseminieren lassen dürfen.

## Die Lesbenbewegung

### Lesbisches Selbstverständnis und Feminismus

Lesbian pride flag

Die lesbische Subkultur hat sich in stärkerem Maße als die Schwulenbewegung auch als politische Bewegung verstanden. Lesben waren und sind dabei insbesondere häufig in der allgemeinen Frauenbewegung aktiv und verstanden den Kampf für die Rechte von Lesben lange nur als Teil des allgemeinen Kampfes für die Rechte von Frauen. Mit den kontroversen Auseinandersetzungen der feministischen Bewegung, den sogenannten Feminist Sex Wars, wurde auch die sexuelle Orientierung zu einem Diskussionspunkt, wobei der sex-positive Feminismus sich für die Akzeptanz der Homo- und Bisexualität aussprach, während es im Second-Wave-Feminismus einen deutlichen Wunsch nach Abgrenzung von der lesbischen Subkultur gab. Ein Grund dieser Ablehnung war unter anderem, dass die fehlende öffentliche Akzeptanz von Lesben die Ziele des Feminismus gefährden könnte.
Trotz einer gestiegenen medialen Präsenz homosexueller Frauen seit den 1990er Jahren ist eine offen lesbische Lebensweise nicht etabliert, so dass es beispielsweise nur wenige offen lesbische Spitzenpolitikerinnen gibt, was auch daran liegt, dass es allgemein wenige weibliche Spitzenpolitikerinnen gibt. In Österreich sind zum Beispiel Lisa Rücker (Vizebürgermeisterin von Graz 2008 bis 2012) oder Ulrike Lunacek (u. a. 1999 bis 2009 Abgeordnete zum österreichischen Nationalrat und 2020 für vier Monate Staatssekretärin für Kunst und Kultur) von den Grünen offen lesbisch lebende Frauen. In der Schweiz ist die Stadtpräsidentin (Bürgermeisterin) von Zürich, Corine Mauch, und in Deutschland Barbara Hendricks, Bundesministerin im Kabinett Merkel III, zu nennen.
Die lesbische Identität bezieht sich wesentlich auf frauen- und lesbenzentrierte Lebensweisen und Interessen. Lesbische Identität und lesbische Kultur umfassen mittlerweile ein breites Spektrum. Auch wird der in den Anfangsjahren der lesbischen Bewegung selbstverständliche Zusammenhang mit dem Feminismus von vielen Lesben differenziert betrachtet – nicht zuletzt als unbeabsichtigte Folge der auch durch lesbisch-feministisches Engagement erzielten Erfolge bei der Anerkennung gleichgeschlechtlicher Lebensweisen.

### Regenbogenfamilien und politische Situation in Deutschland und Österreich
In Deutschland ist die gleichgeschlechtliche Ehe seit dem 1. Oktober 2017 möglich.
In Österreich ist 2010 mit dem Eingetragene Partnerschaft-Gesetz (EPG) ein Rechtsinstitut für homosexuelle Paare eingeführt worden. Es wurde der Ehe immer weiter angepasst und unterscheidet sich gesetzlich und steuerrechtlich nur wenig von ihr. Eine vollständige Gleichstellung zwischen heterosexuellen und homosexuellen Paaren lehnen konservative Parteien wie die ÖVP oder die FPÖ ab. Seit dem 1. Januar 2019 dürfen nach einem Urteil des Verfassungsgerichtshofes (VfGH) auch homosexuelle Paare in Österreich heiraten.

### Butches und Femmes
Bis in die 1970er Jahre war in der lesbischen Subkultur im angloamerikanischen Sprachraum die Unterteilung in Butches (im amerikanischen oft dyke, im deutschsprachigen Raum auch KV = „kesser Vater“, im asiatischen Tomboy) für betont maskulin auftretende Frauen und Femmes (im asiatischen Dee) für betont weiblich auftretende Frauen gängig, wenn auch nicht zwingend. Diese Unterscheidung in Butch und Femme galt nach dem Aufkommen des Feminismus während der 1970er und 1980er Jahre als „politisch nicht korrekt“ und wurde abgelehnt. Dieser Teil lesbischer Geschichte wird beispielsweise in Leslie Feinbergs Träume in den erwachenden Morgen dargestellt. Seit Mitte der 1990er Jahre tauchen die Konzepte Butch und Femme wieder vermehrt in der lesbischen Subkultur auf. Viele Lesben würden sich selber keiner Gruppe zuordnen und lehnen eine Selbstreduzierung durch Kategorisierung ab. Die Kategorien sind vor allem vor dem Hintergrund der Kategorienkritik der Queer Theory umstritten. Außerdem wird von Teilen der lesbischen und feministischen Bewegungen kritisiert, dass Femmes und Butches „Heterokopien“ seien, die negative patriarchale Strukturen und Machtverhältnisse stützen würden. Diese Kritik wird häufig als Vorurteil zurückgewiesen. Femme oder Butch sei keine „Heterokopie“, da zum einen die Femme ja eine Frau als Partnerin wählt und keinen Mann und zum anderen eine Butch nicht immer eine weiblich auftretende Frau auswählt. Zum anderen wurde von Judith Butler eingewandt, dass das Konzept einer Kopie ein Original voraussetze, das nicht existiere, da es keine ontologischen Kriterien gebe, nach denen heterosexuellen bzw. femininen Frauen und maskulinen Männern die „natürliche“, „nicht abgeleitete“, „richtige“ Genderperformanz zugesprochen werden könnte.

### Lesbische Lebensweisen im Alter
Lesbische Lebensweisen im Alter unterliegen teilweise anderen Herausforderungen als jene, die andere – heterosexuelle oder auch schwule – Gruppen kennen: Was möglicherweise in jüngeren Jahren als Vorteil wahrgenommen wurde, Unauffälligkeit, verkehrt sich dann in einen Nachteil, wenn es darum geht, in einer streng normierten Welt, wie der einer stationären Altenpflegeeinrichtung, wahr- und ernst genommen zu werden. Lesbische Frauen bemerken ihre Homo- oder Bisexualität häufig erst später als Männer oder stehen offen dazu. Daher fehlt ihnen im Alter oft das akzeptierende, soziale und familiäre Umfeld. Durch die allgemein geringere Sichtbarkeit vor allem älterer lesbischer Frauen in Film und Fernsehen sowie der kleinen Anzahl offen lesbischer Frauen in Politik, Literatur und bildenden Künsten existieren kaum Rollenvorbilder.
Ende 2002 fanden gleich mehrere Tagungen zum Thema Lesben und Alter statt, so z. B. die Fachtagung zum Thema Anders sein und älter werden – Lesben und Schwule im Alter veranstaltet von der Berliner Senatsverwaltung für Bildung, Jugend und Sport, die mit der Studie Älter werden – Ältere Lesben und Schwule in Berlin ausführlich dokumentiert wurde.
Für Schleswig-Holstein hat die Psychosoziale Frauenberatungsstelle Donna Klara 2004 einen Bericht Lesben und Alter erstellt, der auch Handlungsempfehlungen enthält; auch für Nordrhein-Westfalen liegt inzwischen ein Bericht vor.

## Diskriminierung
Lesbische Personen sind meist mehrfach diskriminiert, da sie sowohl homosexuell sind, als auch ein in vielen Bereichen diskriminiertes Geschlecht besitzen. In vielen Ländern steht die Ausübung von Homosexualität bis heute unter einer Freiheits- oder sogar Todesstrafe. Wobei Homosexualität unter Männern häufiger strafrechtlich relevant ist.
In Deutschland dürfen Frauen seit 2017 gleichgeschlechtlich heiraten. Auch wenn Homosexualität legal und größtenteils gesellschaftlich akzeptiert ist, wird die lesbische Lebensweise bis heute diskriminiert. Verschiedene Diskriminierungsformen sind Hass, Intoleranz und Sexualisierung.

## Lesbische Frauen in Film und Fernsehen
Als erster lesbischer Film gilt Mädchen in Uniform von 1931. Seit den 1990er Jahren werden lesbische Frauen verstärkt in Filmen und Fernsehserien dargestellt. Beispiele hierfür sind die Lindenstraße mit den Figuren Tanja Schildknecht und Sonia Besirsky, Dark Angel (2000–2002) mit der Figur Original Cindy, Queer as Folk (2000–2005), Berlin, Berlin (2002–2005) mit Rosalie, der besten Freundin der Hauptfigur Lolle, Friends (1994–2004) mit mehreren lesbischen Figuren, unter anderem Ross’ Ehefrau Carol, die sich in ihre beste Freundin verliebt, oder Ellen (1994–2001) mit der Schauspielerin Ellen DeGeneres, die sich gleichzeitig mit ihrer Serienfigur Ende der 1990er Jahre outete. Mit The L Word – Wenn Frauen Frauen lieben, das 2006 im deutschen Fernsehen anlief, gibt es eine vollständig lesbische Serie. Im Jahre 2013 wurde der Blau ist eine warme Farbe veröffentlicht. In der Netflix-Serie Der Prinz der Drachen (seit 2018) sind mehrere lesbische Beziehungen in die Handlung integriert.

### Sachbücher
Lesben
- Ilse Kokula: Weibliche Homosexualität um 1900: In zeitgenössischen Dokumenten. Frauenoffensive 1981, ISBN 978-3-88104-104-1.
- Ingeborg Boxhammer: Das Begehren im Blick: Streifzüge durch 100 Jahre Lesbenfilmgeschichte. Mäzena, Bonn 2007, ISBN 978-3-939650-00-3.
- Ingeborg Boxhammer: Marta Halusa und Margot Liu: die lebenslange Liebe zweier Tänzerinnen (= Jüdische Miniaturen. Band 175). Herausgegeben vom Centrum Judaicum. Hentrich & Hentrich, Berlin 2015, ISBN 978-3-95565-116-9.
- Claudia Breitsprecher: Bringen Sie doch Ihre Freundin mit: Gespräche mit lesbischen Lehrerinnen. Krug & Schadenberg, Berlin, ISBN 978-3-930041-57-2.
- Traude Bührmann: Faltenweise: Lesben und Alter. Krug & Schadenberg, Berlin 2000, ISBN 978-3-930041-22-0.
- Gabriele Dennert, Christiane Leidinger, Franziska Rauchut (Hrsg.): In Bewegung bleiben: 100 Jahre Politik, Kultur und Geschichte von Lesben. Unter Mitarbeit von Stefanie Soine. Querverlag, Berlin 2007, ISBN 978-3-89656-148-0.
- Waltraud Dürmeier u. a. (Hrsg.): Wenn Frauen Frauen Lieben, … und sich für Selbsthilfe-Therapie interessieren. Frauenoffensive, München 1990, ISBN 3-88104-196-6.
- Ulrike Janz (Hrsg.): Verwandlungen: Lesben und die Wechseljahre. Krug & Schadenberg, Berlin 2006, ISBN 978-3-930041-52-7.
- Manuela Kay, Anja Müller (Hrsg.): Schöner kommen, das Sexbuch für Lesben. Querverlag, Berlin 2000, ISBN 3-89656-047-6.
- Stephanie Kuhnen: Rettet die Delphine – lesbische Lästereien. Quer, Berlin 1999, ISBN 3-89656-043-3.
- Gertrud Lehnert: Wir werden immer schöner: Lesben und Mode. Krug & Schadenberg, Berlin 2002, ISBN 3-930041-31-6.
- Christiane Leidinger: Keine Tochter aus gutem Hause: Johanna Elberskirchen (1864–1943). UVK, Konstanz 2008, ISBN 978-3-86764-064-0 (zu Johanna Elberskirchen).
- Madeleine Marti: Hinterlegte Botschaften: Die Darstellung lesbischer Frauen in der deutschsprachigen Literatur. Metzler, Stuttgart 1992, ISBN 3-476-00856-8.
- JoAnn Gardner-Loulan, Margaret Nichols, Monika Streit u. a. (Hrsg.): Lesben Liebe Leidenschaft: Texte zur feministischen Psychologie und zu Liebesbeziehungen unter Frauen. Orlanda, Berlin 1992, ISBN 3-922166-80-6.
- Felice Newmann: Sie liebt sie: Das Lesbensexbuch. Krug & Schadenberg, Berlin, ISBN 978-3-930041-66-4.
- Lillian Faderman: Surpassing the Love of Men: Romantic Friendship and Love Between Women from the Renaissance to the Present. 1981, ISBN 0-688-13330-4 (englisch).
  - Deutsch von Fiona Dürler, Anneliese Tenisch: Köstlicher als die Liebe der Männer: romantische Freundschaft und Liebe zwischen Frauen von der Renaissance bis heute. Eco, Zürich 1990, ISBN 3-85647-103-0.
- Silvy Pommerenke: Küsse in Pink: Das lesbische Coming-out-Buch. Krug & Schadenberg, Berlin, ISBN 978-3-930041-62-6.
- B. Reinberg: Stichprobe Lesben: Erfahrungen lesbischer Frauen mit ihrer heterosexuellen Umgebung. Hamburg 1985.
- Hilde Schmölzer: Frauenliebe: Berühmte weibliche Liebespaare der Geschichte. Promedia, Wien 2008, ISBN 978-3-85371-295-5.
- Sonja Schock: Und dann kamst Du – und ich liebte eine Frau. Krug & Schadenberg, Berlin 1997, ISBN 3-930041-12-X.
- Gretchen Schultz: Sapphic fathers: Discourses of same-sex desire from nineteenth-century France. University of Toronto Press, Toronto u. a. 2015, ISBN 978-1-4426-4672-8 (englisch).
- Celeste West: Von der Kunst, Frauen zu lieben. Krug & Schadenberg, Berlin 2001, ISBN 3-930041-27-8.

Lesben und Transgeschlechtlichkeit
- Janice G. Raymond: The Transsexual Empire: The Making of the She-Male. Teachers College Press, New York 1994, ISBN 0-8077-6272-5 (englisch).

### Zeitschriften
- L-Mag – deutsches Magazin für Lesben seit 2003
- Lespress – das andere Frauenmagazin – deutsches Magazin für Lesben (1995–2006)
- Ihrsinn – theorieorientierte lesbisch-feministische Zeitschrift (1990–2004)

Englischsprachig:
- Curve – großes US-amerikanisches Lesbenmagazin seit 1990
- On Our Backs – US-amerikanisches sex-positives lesbisches Sexmagazin (1984–2006)
- The Ladder – bedeutende US-amerikanische Zeitschrift der Lesbenbewegung (1956–1972)